# EMD G16

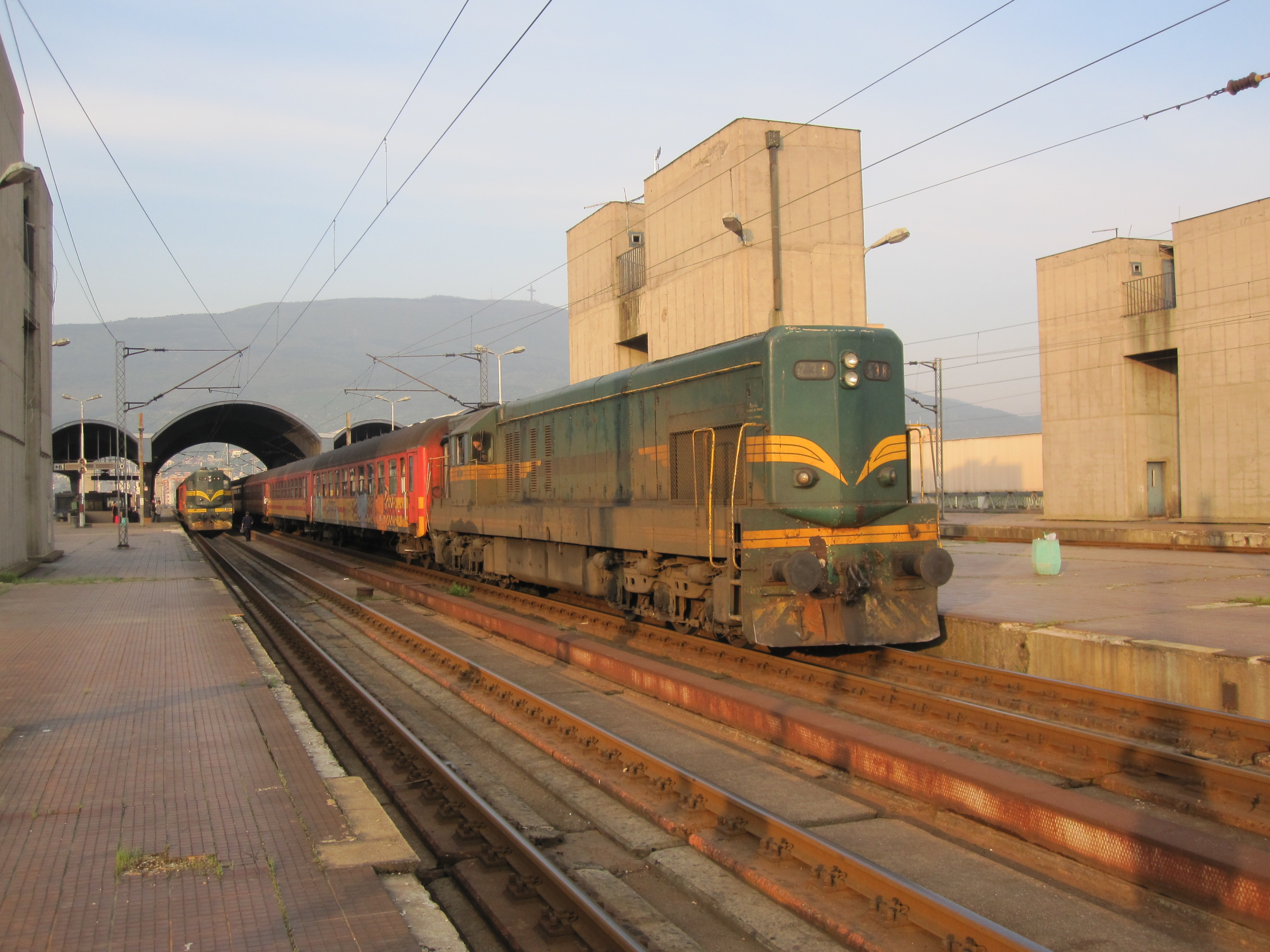
Zwei 661 der Makedonski Železnici Transport (MŽT) vor Reisezügen im Bahnhof Skopje (2010)

Die EMD G16 ist eine Bauart dieselelektrischer Lokomotiven der Electro-Motive Division (EMD) von General Motors. Außer in den USA wurden derartige Maschinen in Lizenz auch bei Material y Construcciones S.A. (MACOSA) in Spanien und Clyde Engineering in Australien gebaut. Zwischen 1958 und 1972 entstanden insgesamt 426 Lokomotiven dieses Typs.

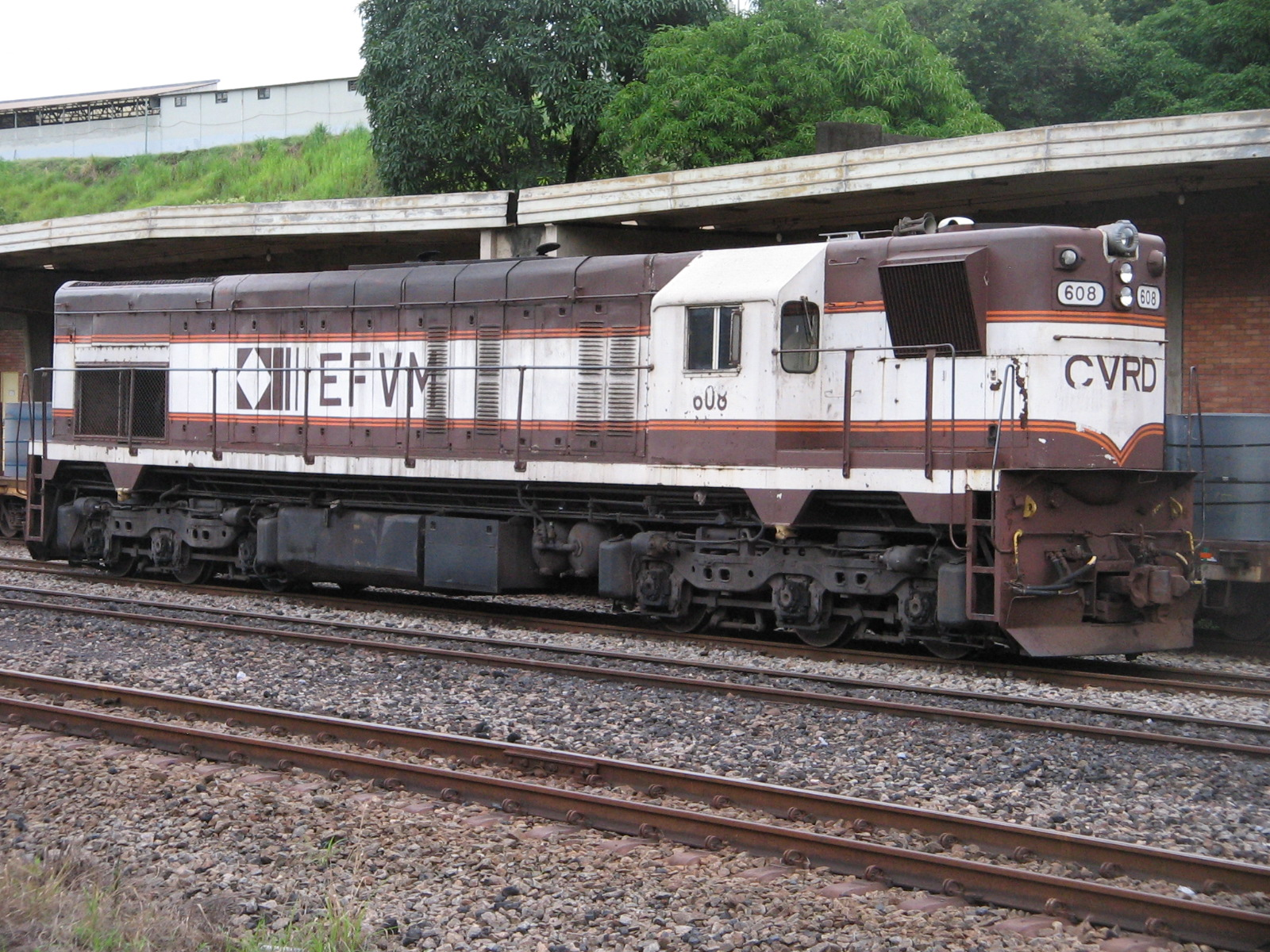
G16U Nr. 608 der Estrada de Ferro Vitória a Minas (EFVM) in Brasilien

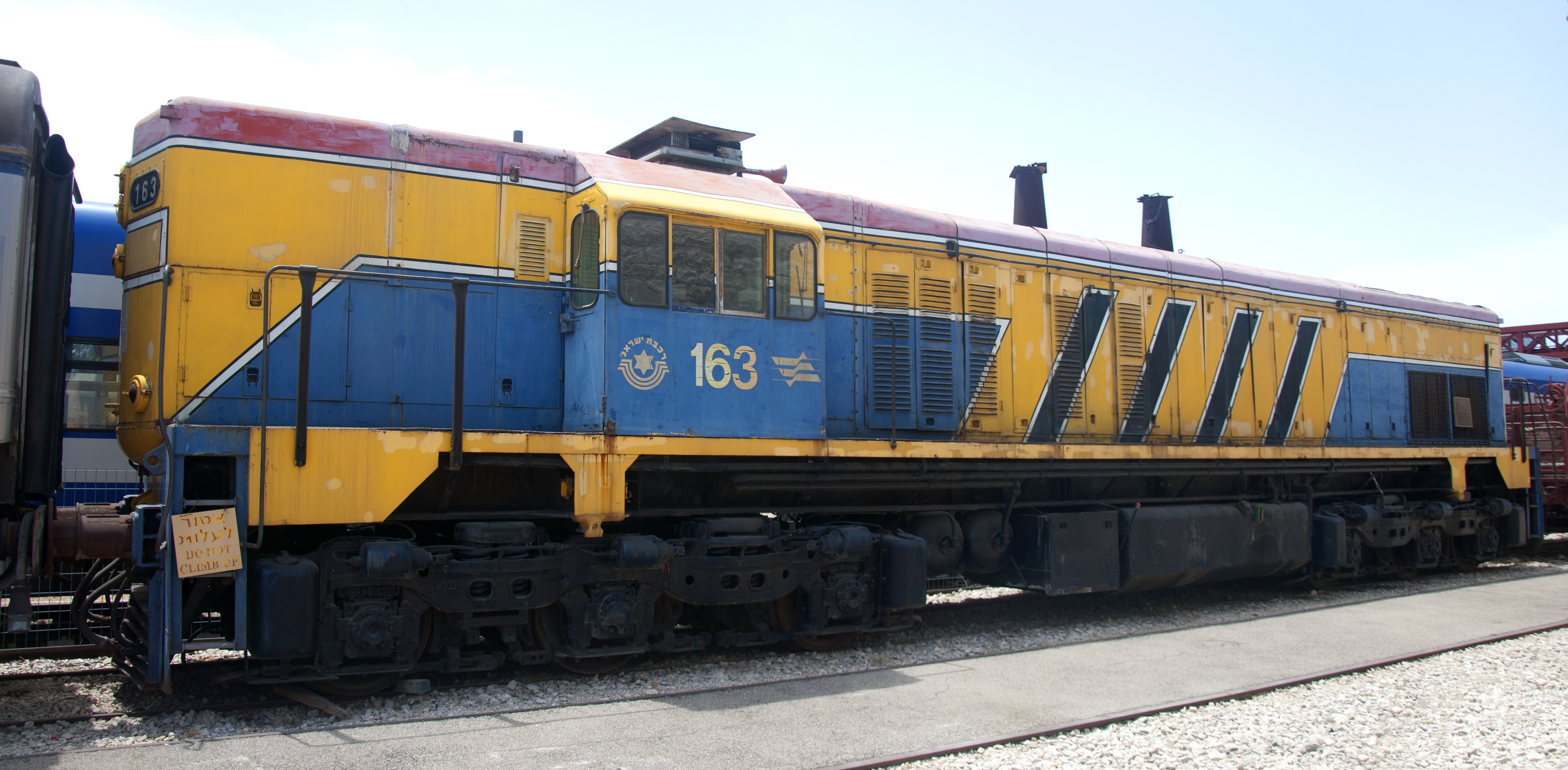
Ehemals ägyptische G16 von Israel Railways im Eisenbahnmuseum Haifa

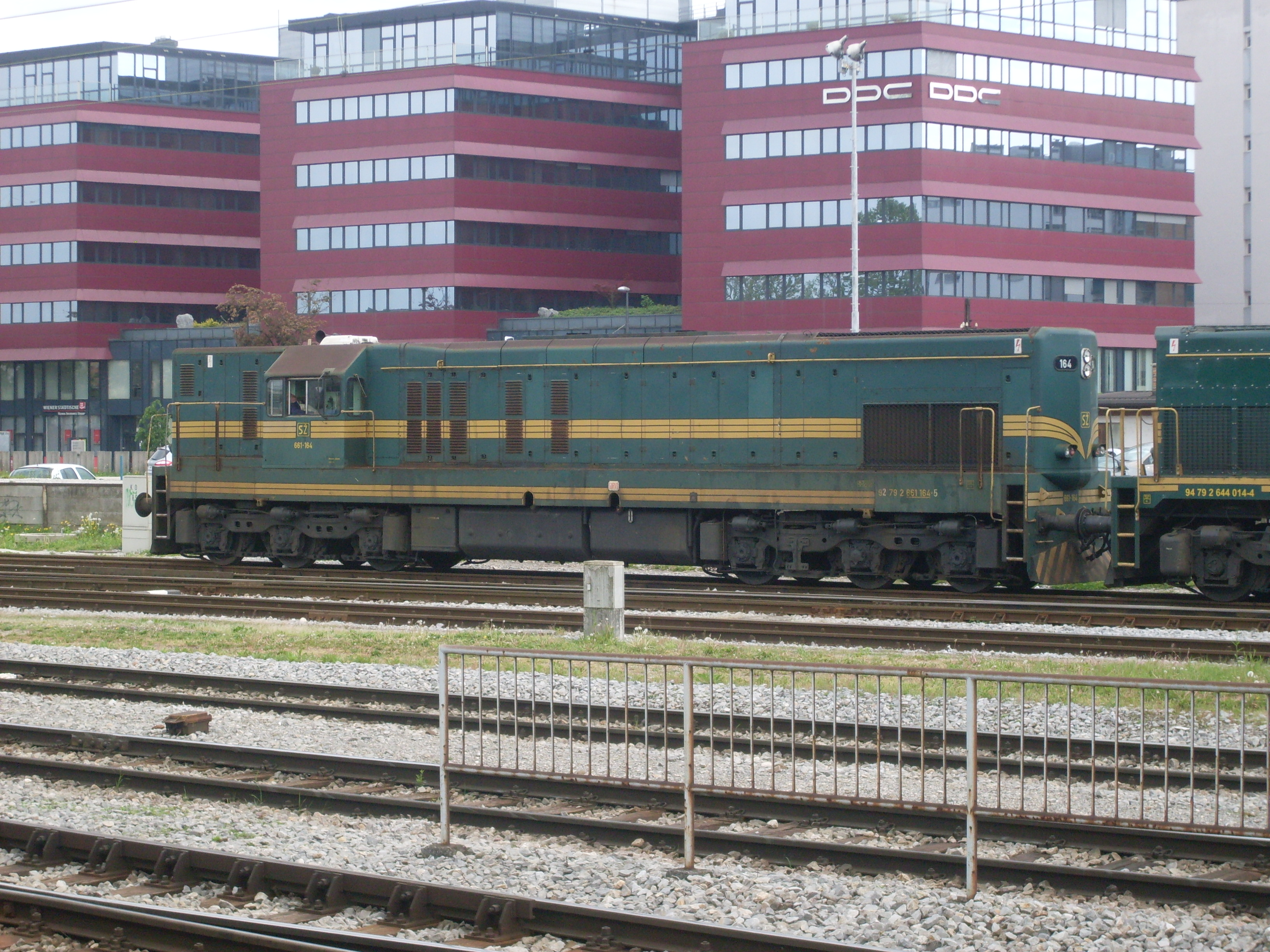
661 164 der Slovenske železnice (SŽ) im Bahnhof Ljubljana

Die 18,47 m (bzw. 19,55 m über Puffer) langen Lokomotiven mit der Achsfolge Co’Co’ laufen auf zwei dreiachsigen Drehgestellen. Außer für Regelspur wurden sie auch für die Spurweiten 1000 mm (Meterspur), 1600 mm (Irische Breitspur) und 1668 mm (Iberische Breitspur) gebaut. Je nach Ausführung beträgt die Betriebsmasse 108–112 t.
Der V-16-Dieselmotor des Typs EMD 567 leistet zwischen 1300 und 1435 kW, die Höchstgeschwindigkeit beträgt 124 km/h.
Eingesetzt wurden bzw. werden sie von verschiedenen Eisenbahnunternehmen in zahlreichen Ländern:
- Ägypten: 128 Maschinen in zwei Lieferlosen bei der Egyptian National Railways (ENR), Nummern 3301–3411
- Australien: 6 Maschinen als X Class bei der Victorian Railways, gebaut bei Clyde Engineering, Spurweiten 1435 und 1600 mm
- Brasilien: 41 Maschinen, Nummern 601–641; von den zwischen 1962 und 1966 importierten Lokomotiven sind noch 37 bei der Estrada de Ferro Vitória a Minas (EFVM) vorhanden
- Hongkong: 4 Maschinen bei der Kowloon-Canton Railway; drei davon (Nr. 56–58) wurden bei EMD gebaut und 1961 importiert, die 1966 in Dienst gestellte Nr. 59 stammte von Clyde Engineering
- Iran: 20 Maschinen mit den Betriebsnummern 60.301 bis 60.320
- Israel Railways: 3 Maschinen, die im Sechstagekrieg von Ägypten erbeutet wurden; eine dieser Lokomotiven ist im Israelischen Eisenbahnmuseum erhalten
- Jugoslawien: 218 Maschinen als Baureihe 661 der Jugoslovenske Železnice; zahlreiche dieser Lokomotiven waren bzw. sind in Slowenien, Kroatien, Bosnien und Herzegowina, Serbien, Nordmazedonien, Montenegro und dem Kosovo noch im Einsatz. Zwei weitere Maschinen wurden an das Kraftwerk Termoelektrana „Nikola Tesla“ geliefert.

- Mexiko: 24 Maschinen bei den Ferrocarriles Nacionales de México (NdeM)
- Sambia[2]
- Spanien: 10 Maschinen (Reihe 1900, nach Einführung der EDV-Nummern 319.0) mit Spurweite 1668 mm; weitere 93 Exemplare mit beiderseitigen Endführerständen, geschlossenem europäischen Wagenkasten und verändertem Aussehen wurden bei MACOSA gebaut

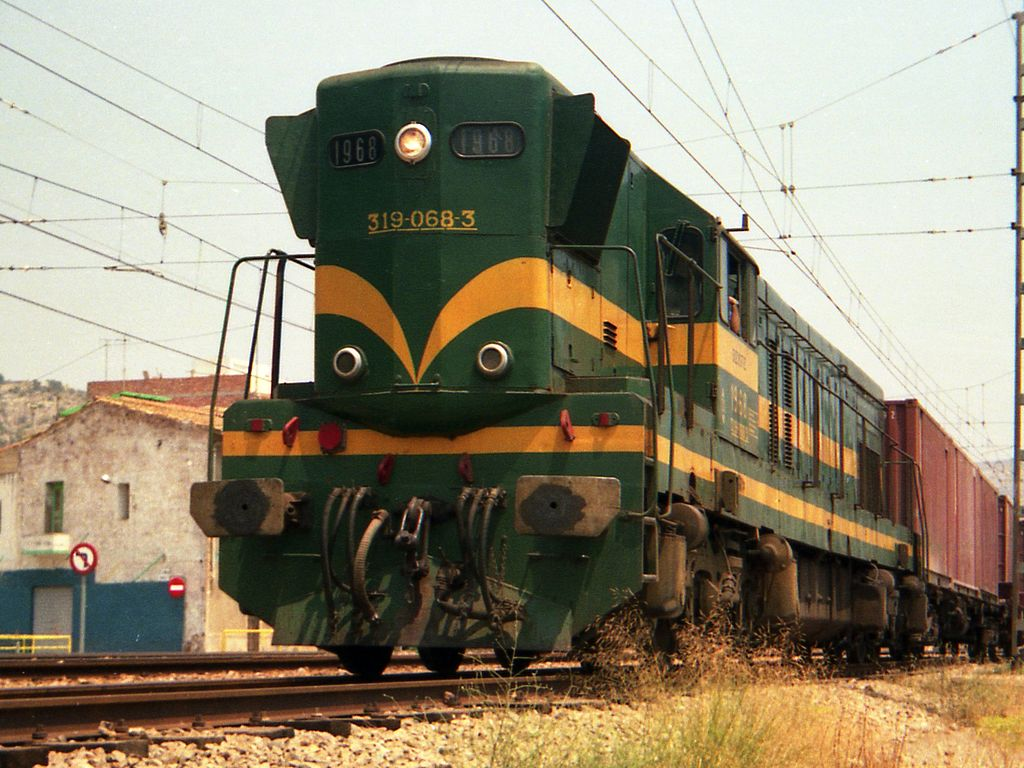
319 068 des Red Nacional de los Ferrocarriles Españoles (RENFE) in Benicàssim (1986)
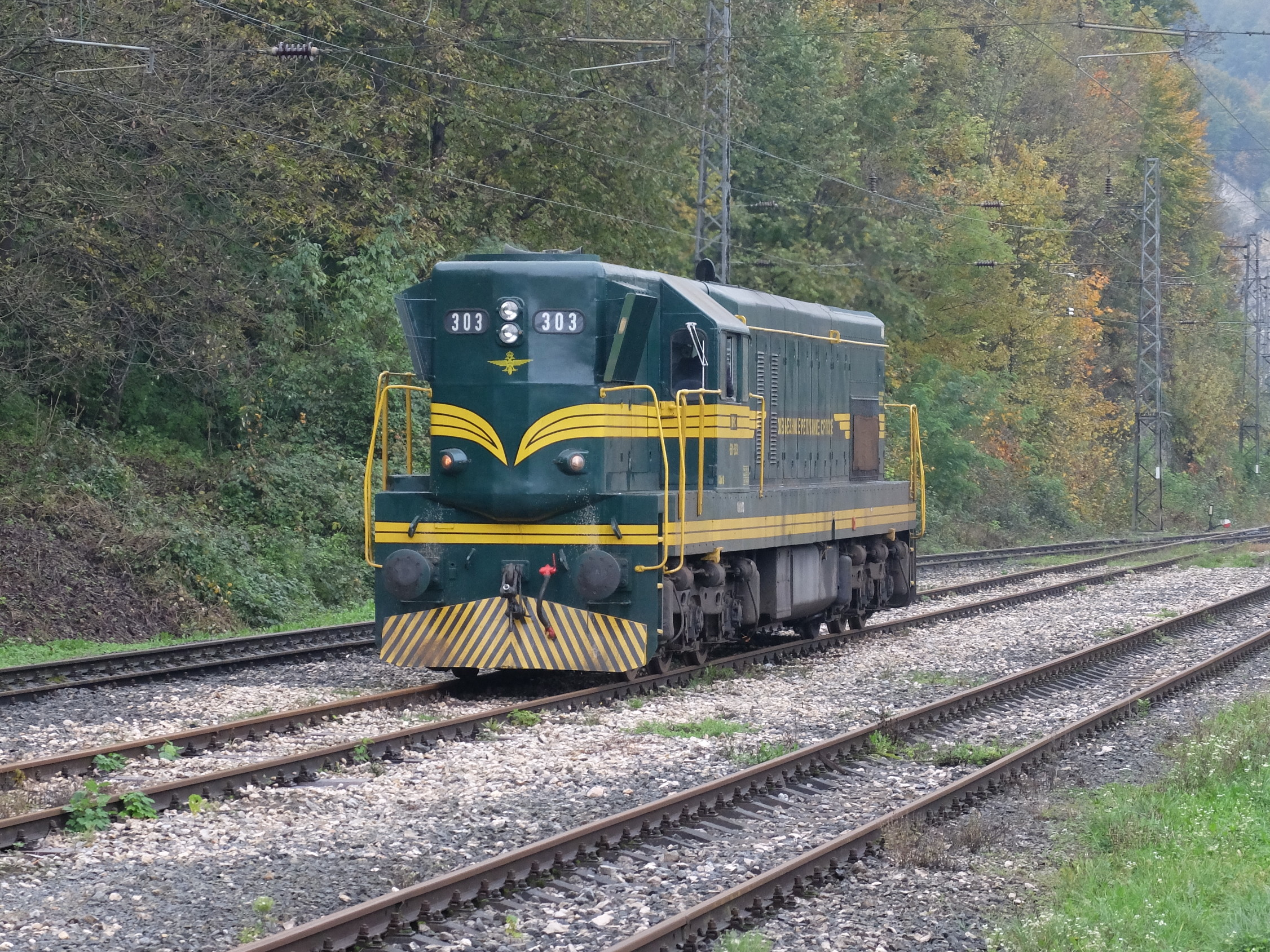
661 303 der Željeznice Republike Srpske (ŽRS) in Bosnien und Herzegowina
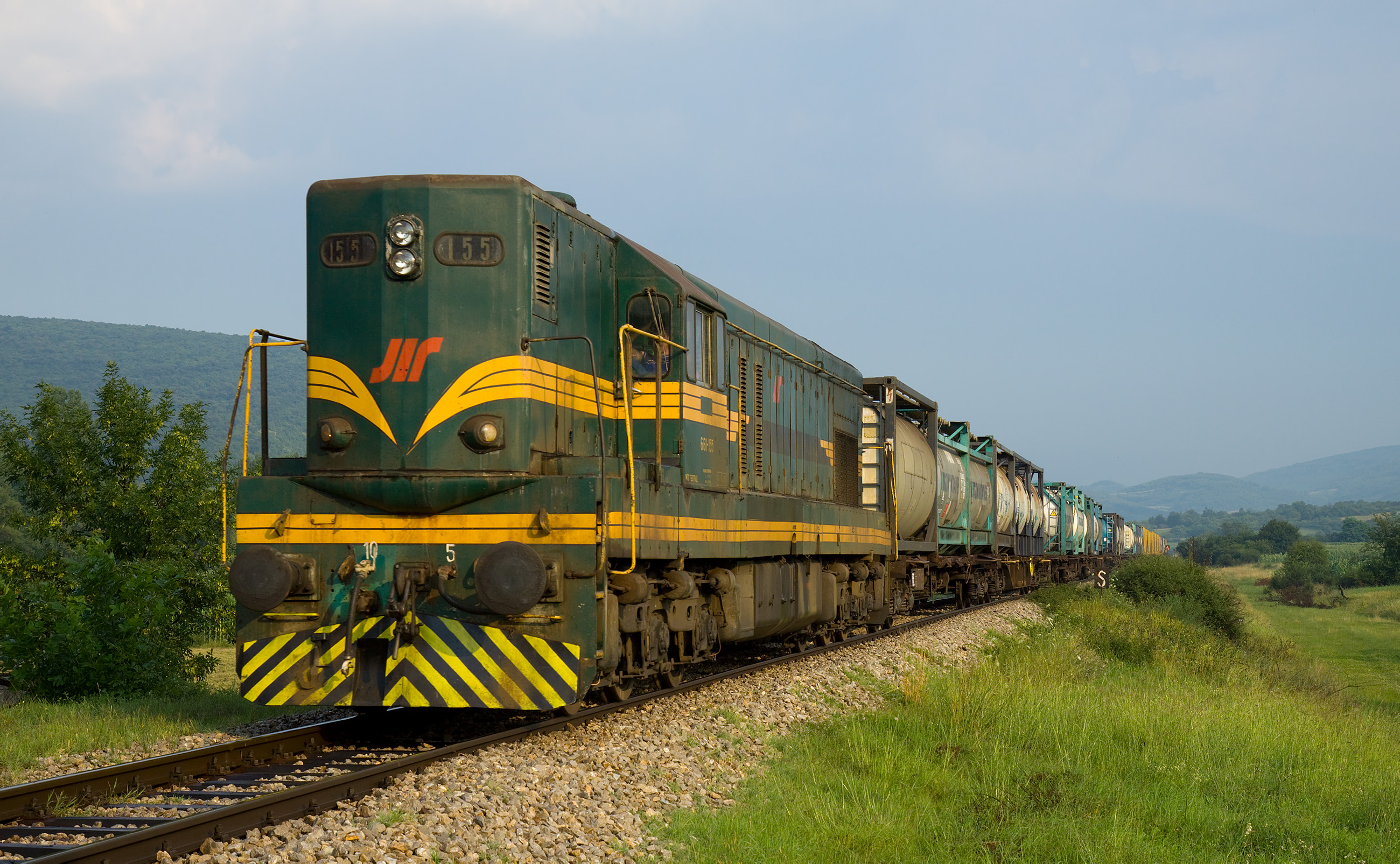
661 155 der Železnice Srbije (ŽS) vor einem Güterzug bei Dimitrovgrad
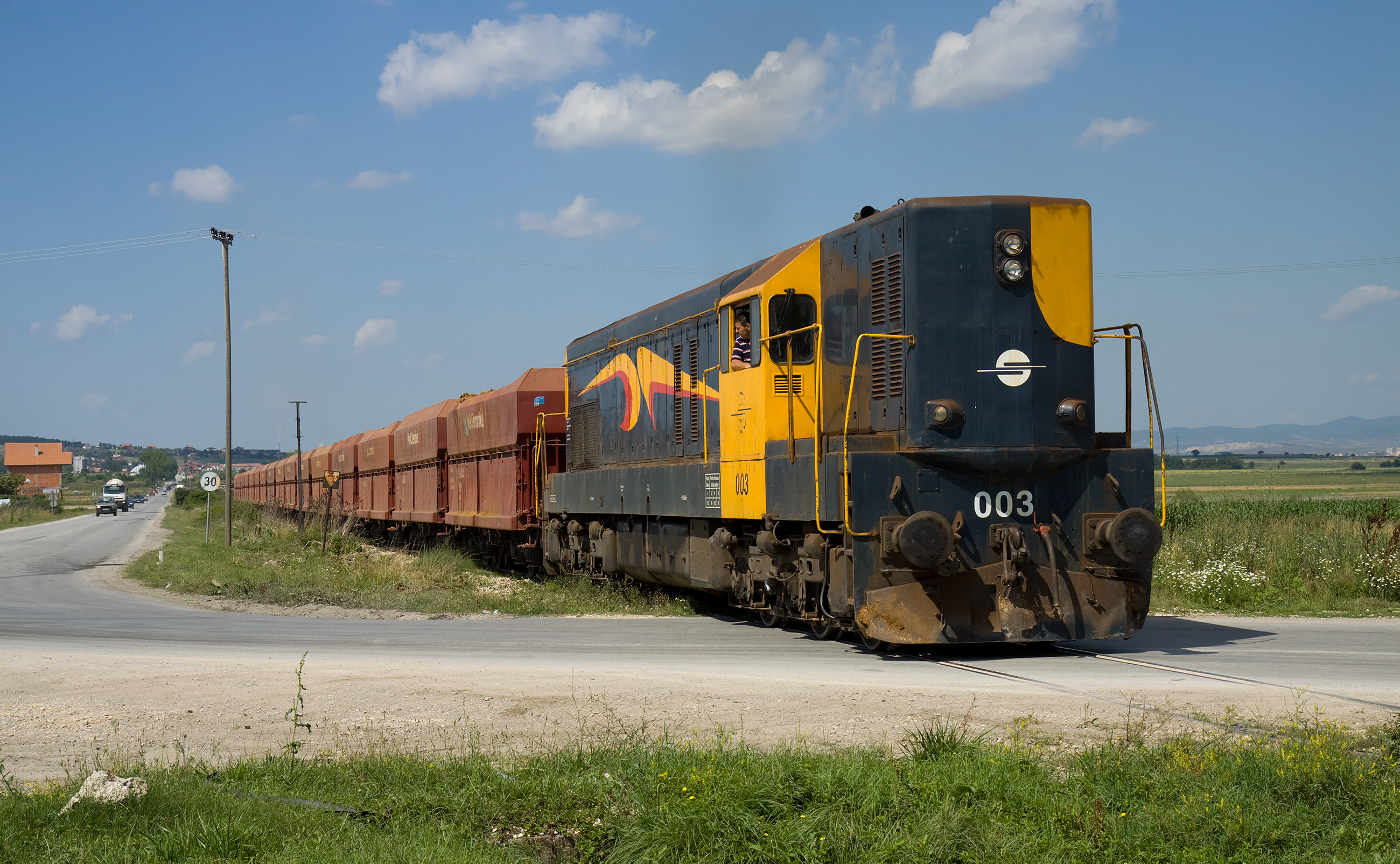
G16 der Trainkos (Kosovo) vor einem Güterzug bei Pristina